# New Martinsville
La ville de New Martinsville est le siège du comté de Wetzel, situé en Virginie-Occidentale, aux États-Unis. Sa population s’élevait à 5 366 habitants lors du recensement de 2010, estimée à 5 141 habitants en 2018.

## Histoire
La ville est fondée par Presley Martin en 1836. Lors de son incorporation, l’Assemblée générale de Virginie lui apposa le préfixe « New », car il existait déjà un Martinsville dans le comté de Henry.